# Ōkami
Ōkami (japanska: 大神? ordagrant: Stor gud, stor ande eller varg om det skrivs som 狼) är ett spel i genren actionäventyr som släpptes till Playstation 2 och Wii i Japan och Nordamerika år 2006 och i Europa år 2007. Oktober 2012 släpptes en HD-remake till Playstation 3 vis Playstation Network, som använder Playstation Move. Spelet utvecklades till Playstation 2 av Clover Studio, och senare till Wii år 2008 av Ready At Dawn. Ōkami publicerades av Capcom.
Spelet utspelar sig i en värld med starka inslag av japansk mytologi. Titeln "Ōkami" är en ordlek med det japanska ordet för "stor gud", 大神, och ordet för "varg", 狼, som båda skrivs som "ōkami" med romaji och uttalas likadant.

## Handling
100 år har passerat sedan svärdsmannen Nagi och solgudinnan Ōkami Amaterasu, som antagit formen av en kritvit varg, besegrade Orochi, en åttahövdad demon som hotade att förstöra Kamiki Village. Orochi, som sedan dess varit förseglad i en grotta ute på havet, har åter släppts fri och hotar nu hela Nippon med sina onda krafter.
Amaterasu har dock under dessa 100 år som gått varit förseglad i en stenstaty och har förlorat sina krafter, som frigörs genom olika penseltekniker. För att kunna besegra ondskan som växer i landet måste hon söka efter de förlorade penselteknikerna, och till sin hjälp får hon den kringresande konstnären Issun, som själv vill lära sig hur man brukar gudarnas krafter.

## Speluppbyggnad
I likhet med The Legend of Zelda-serien ska man klara av utmaningar och pussel i spelet genom samla ny utrustning och nya tekniker. I spelet använder man sig till stor del av en pensel för att utföra vissa kommandon. Allt efter man spelar lär man sig fler av dessa penseltekniker som krävs för att man ska kunna ta sig vidare. I Wii- och Playstation 3-versionen målar man med penseln genom att peka på skärmen med sin Wii Remote respektive Playstation Move-kontroll.
Spelet har även ett antal så kallade sidouppdrag, som man inte behöver göra för att klara spelet men som ger spelaren användbara föremål.

## Grafik
Spelet är gjort i cel-shading.